# 纱帽石
纱帽石是重庆市渝中区牛角沱附近嘉陵江岸沙碛上的孤石，又名表忠石、岩阴石、毡帽石，宽11米，厚9米，高13米，上有“堇公死难处”石刻，曾为明朝董尽伦卫国牺牲处，石刻为渝中区文物保护单位之一。

## 概况
纱帽石位于重庆市渝中区牛角沱附近嘉陵江岸沙碛上，宽11米，厚9米，高13米，因形似古代官帽乌纱而得名，三峡大坝工程蓄水后，该石仅有约3米的部分露出水上。石头面向江心一侧中部有明代吏部郎中倪天和题刻的“堇公死难处”大字，阴刻，楷书横排，字径约1米。该石四周还有数篇歌颂纪念的明清诗篇题刻，如王清远《牛角沱吊殉难董司马》、周开丰《吊牛角沱殉难司马董公》、刘会《表忠石》等；亦有一些民众祈福、起名、求安康的刻字，长多在二三十字左右。
2002年3月，纱帽石堇公死难处石刻被列入渝中区文物保护单位；三峡工程蓄水后，石上的题刻平常会被淹没，因纱帽石体积较大不易移动，文物部门对其进行原地保护，并对题字进行了拓片；2023年，渝中区再次启动了对石刻的保护，清理石刻表面并覆盖了岩石增强剂。

## 历史
明朝天启元年（1621），永宁宣抚司奢崇明起兵在川东造反，合州乡绅董尽伦守合州，奢崇明遣使说降，董尽伦表示不妥协，并守城多次未被攻破，奢崇明攻陷重庆后，兵备许如珂令董尽伦收复重庆，其牺牲于帽儿石。民间说法是董尽伦渡嘉陵江攻击牛角沱，因寡不敌众在纱帽石处牺牲，后经考证应为董尽伦在佛图关中伏，拒绝叛军招降，最终被带至纱帽石旁沉江而死。董尽伦死后，倪天和在石上为之刻“堇公死难处”，其事迹被后人神化，有了民众祈福等的刻字。
除此外，坊间还流传有纱帽石的传说，称古时重庆常遭洪水，某年洪灾时当地无力组织泄洪，官员便把乌纱帽摘下抛入江中，祈求上天退水，后洪水果然退去，并在江边出现了此石头。